# 하이니 마누시

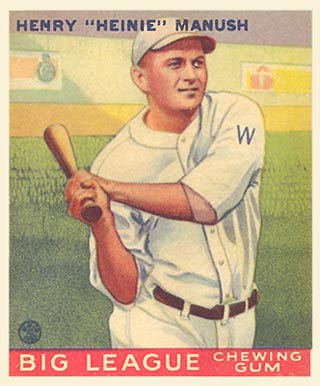
마누시의 1933년 야구 카드

하이니 마누시(Heinie Manush) 또는 헨리 에밋 마누시(Henry Emmett Manush, 1901년 7월 20일 – 1971년 5월 12일)는 "하이니"(Heinie)라는 별명으로 알려진 미국의 야구 외야수였다. 그는 1920년부터 1939년까지 20년간 프로 야구에서 뛰었으며, 이 중 17년은 메이저 리그 베이스볼에서 디트로이트 타이거스(1923–1927), 세인트루이스 브라운스(1928–1930), 워싱턴 세너터스 (1901–60)(1930–1935), 보스턴 레드삭스(1936), 브루클린 다저스(1937–1938), 피츠버그 파이리츠(1938–1939)에서 뛰었다. 선수 은퇴 후 마누시는 1940년부터 1945년까지 마이너 리그 감독을 지냈고, 1940년대 후반에는 보스턴 브레이브스의 스카우트, 1953년부터 1954년까지는 세너터스의 코치를 지냈다. 또한 1960년대 초에는 확장된 세너터스의 스카우트로도 활동했다. 그는 1964년에 야구 명예의 전당에 헌액되었다.
터스컴비아 (앨라배마주) 출신인 마누시는 1920년대와 1930년대 야구에서 최고의 타자 중 한 명이었다. 그는 통산 타율 .330을 기록했으며, 1926년에는 .378의 타율로 아메리칸 리그 타격왕을 차지했고, 1928년에는 1점 차이로 두 번째 타격왕을 놓쳤다. 그는 아메리칸 리그에서 6차례(1926, 1928–1929, 1932–1934) 상위 4위 안에 들었으며, 4차례(1928–1929, 1932–1933) 200개 이상의 안타를 기록했다. 1928년에는 아메리칸 리그에서 241개의 안타와 47개의 2루타로 1위를 차지했으며, 20개의 3루타와 367개의 루타수를 기록하여 아메리칸 리그 최우수 선수 (MVP) 투표에서 2위를 차지했다. 그는 또한 1929년 비공식 투표에서도 2위를 차지했다. 아메리칸 리그는 그 해에 이 상을 폐지했고, 내셔널 리그는 다음 해에 폐지할 예정이었다. 그러나 이전과 동일한 투표권자와 구조였다. 그는 또한 1932년과 1933년 MVP 투표에서 3위를 차지했으며, 아메리칸 리그 페넌트를 획득하고 뉴욕 자이언츠에게 1933년 월드 시리즈에서 패한 1933년 워싱턴 세너터스 팀의 선두 타자였다.
마누시는 17년 메이저 리그 경력 동안 7번의 5안타 경기와 52번의 4안타 경기를 기록했다. 마누시는 1933년 6월 10일부터 6월 23일 사이에 10경기 동안 30개의 안타를 기록하여 10경기 최다 안타 기록을 보유하고 있다.
마누시는 또한 견고한 수비 외야수로, 2,008번의 메이저 리그 경기에 출전했는데, 1,381번은 좌익수, 312번은 중견수, 153번은 우익수로 출전했다. 그는 1928년에 좌익수로서 356개의 풋아웃과 .992의 수비율로 아메리칸 리그를 이끌었고, 1935년에는 좌익수로서 5개의 병살을 성공시켰다. 그의 좌익수 풋아웃 2,855개는 메이저 리그 역사상 21위를 기록한다.

## 초기 경력
마누시는 1901년 터스컴비아 (앨라배마주)에서 태어났다. 이 도시는 플로렌스–머슬 쇼얼스 대도시권에 위치하며 헬렌 켈러의 고향으로 가장 잘 알려져 있다. 그의 아버지 조지 마누시는 1878년 독일에서 미국으로 이민 와서 철도 회사의 목공이자 목수로 일했다. 그의 어머니 케이트 마누시는 독일 이민자의 딸로 위스콘신에서 태어났다.
마누시는 독일계 조상 때문에 "하이니"라는 별명을 얻었다. 그는 가족 중 여덟 자녀 중 한 명으로, 일곱 아들과 한 딸이 있었다. 일곱 아들 모두 야구를 시작했으며, 그 중 다섯 명은 프로 선수로 활동했다. 그의 형 프랭크 마누시는 하이니보다 18살 많았으며 1907년부터 1921년까지 프로 야구에서 뛰었다. 마누시는 1908년 프랭크가 메이저 리그 데뷔를 했을 때 일곱 살이었고 나중에 이렇게 회상했다. "제가 7, 8살 때, 프랭크는 항상 야구 장비와 유니폼을 집에 가져왔습니다. 저는 그 이상한 장비를 보면서 언젠가 저도 입어보고 싶다고 생각했습니다. 그때부터 야구 외에는 아무 생각도 없었습니다."
마누시는 터스컴비아에서 고등학교를 시작했지만, 졸업반 때 터스컴비아에서 북동쪽으로 80마일 떨어진 코너스빌 (테네시주)에 위치한 매시 군사학교로 전학했다. 1918년, 마누시는 배관 사업에 종사하는 다른 형제와 함께 아이오와로 이주했다. 그리고 1919년 3월 캘리포니아로 이주하여 로스앤젤레스의 한 클럽에서 세미프로 야구를 했다.

## 프로 야구

### 마이너 리그
마누시는 1920년 프로 경력을 시작하여 퍼시픽 코스트 리그의 포틀랜드 비버스에서 6경기를 뛰었다. 1921년 웨스턴 캐나다 리그의 에드먼턴 에스키모스로 이적하여 83경기에서 .321의 타율을 기록했다. 1922년에는 웨스턴 리그 (1900–1958)의 오마하 버펄로스에서 뛰었으며, 20개의 홈런을 치고 .376의 타율을 기록하여 리그에서 칼 이스트에 이어 2위를 차지했다.

### 디트로이트 타이거스

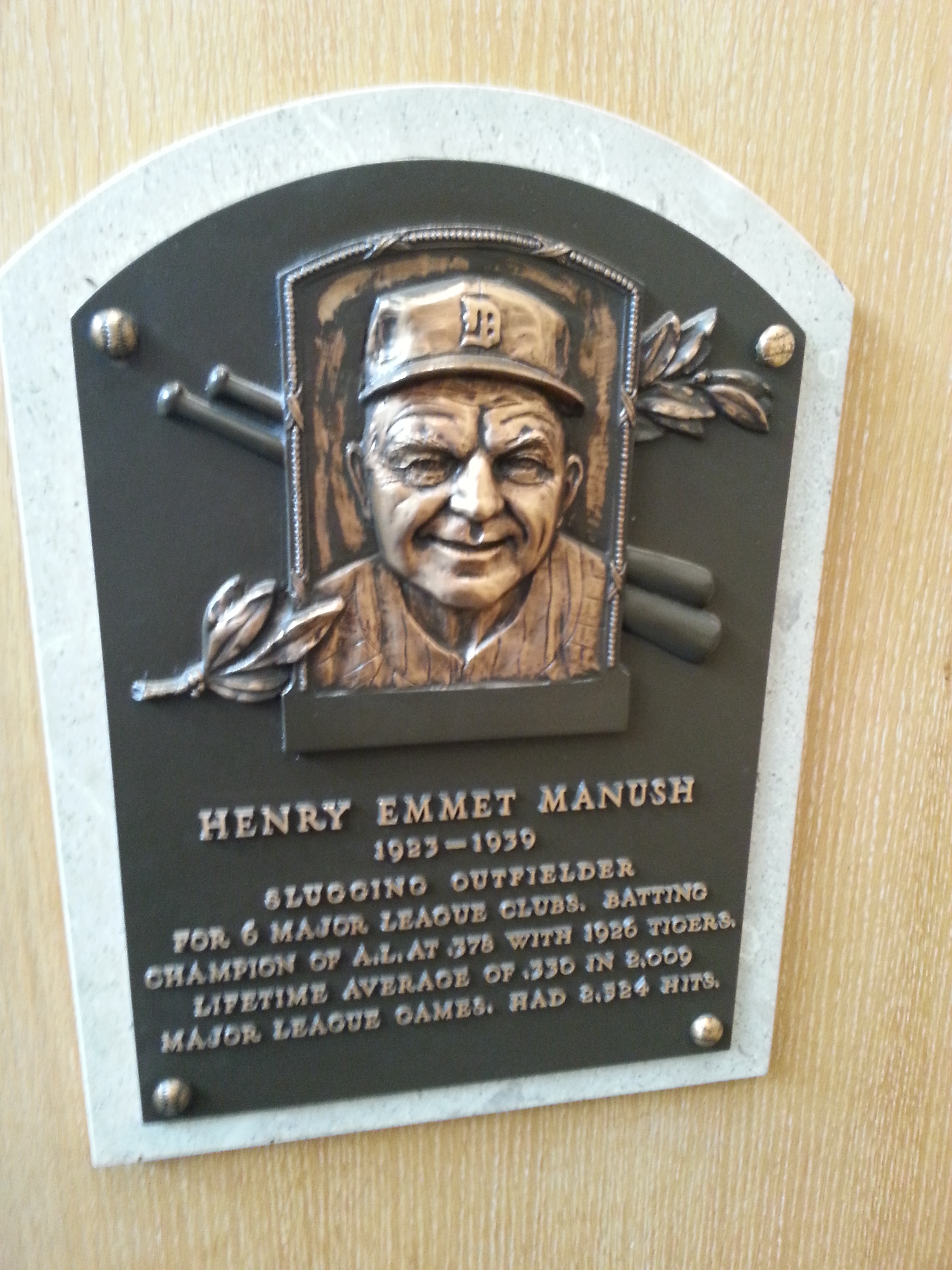
야구 명예의 전당에 있는 마누시의 명판

마누시의 1922년 오마하에서의 활약 후, 그는 디트로이트 타이거스에 의해 영입되었다. 1923년 2월 초, 마누시는 타이거스와 계약을 맺고 미래의 명예의 전당 선수인 해리 헤일먼과 타이 콥은 물론, 뛰어난 강타자 바비 비치(1922년 타율 .327), 밥 포더길(1922년 타율 .322), 아이라 플래그스테드(1922년 타율 .308)를 포함하는 스타들로 가득 찬 디트로이트 외야에 합류했다. 타이거스에서의 신인 시즌 동안 마누시는 109경기에 출전할 만큼 좋은 활약을 펼쳤으며, 79경기는 좌익수로 비치와 포지션을 공유했다. 그는 .334의 타율을 기록했는데, 이는 아메리칸 리그에서 10번째로 높은 기록이었다. 그는 또한 17번의 몸에 맞은 공으로 리그를 이끌었다.
1924년, 마누시는 120경기에 출전했으며, 이 중 71경기는 주전 좌익수로 나섰다. 그의 타율은 45점 하락하여 .289를 기록했지만, 그는 다시 16번의 몸에 맞은 공으로 리그 선두를 차지했다. 타이 콥은 나중에 1924년 마누시의 슬럼프에 대해 자신의 책임을 인정했다. 콥은 타격의 "과학"을 연구함으로써 모든 타자가 향상될 수 있다고 믿었다. 이에 따라 그는 1924년 시즌 초반 며칠 동안 마누시를 따로 불러 마누시의 기술과 타격 자세를 개선하는 데 집중했다. 콥과의 훈련 후, 마누시의 타율과 자신감은 급락했다. 콥은 결국 베이브 루스처럼 마누시가 "과학적인" 타자라기보다는 "타고난" 타자이며, 타고난 타자를 바꾸려 시도하는 것은 실수라는 결론에 도달했다.
1925년, 마누시는 콥의 백업으로 중견수로 자리를 옮겼다. 그는 99경기에 출전했으며, 이 중 45경기는 팀의 주전 중견수, 12경기는 주전 좌익수로 나섰고, .302의 타율을 기록했다.
1926년, 마누시는 20년간 타이 콥이 차지했던 타이거스의 주전 중견수 자리를 물려받았다. 마누시는 당시까지 최고의 시즌을 보내며 .378의 타율로 아메리칸 리그 타격왕을 차지했다. 그는 또한 .986의 OPS (베이브 루스에 이어 2위)와 .564의 장타율 (루스와 알 시먼스에 이어 3위)로 리그 선두권에 들었다.
마누시는 1926년 시즌 마지막 날까지 베이브 루스에 뒤쳐져 타격왕을 다투고 있었다. 마지막 날인 9월 26일, 타이거스는 더블헤더를 치렀고, 마누시는 9타석에서 6개의 안타를 치며 루스를 추월했다. 타격왕을 차지함으로써 마누시는 루스의 트리플 크라운도 저지했다. 1964년 인터뷰에서 마누시는 1926년 시즌 마지막 날 루스를 이긴 것과 1933년 월드 시리즈에서 뛰었던 것을 자신의 경력에서 가장 두드러진 두 가지 사건으로 꼽았다.
1926년 마누시의 향상은 1921년, 1923년, 1925년, 1927년에 아메리칸 리그 타격왕을 차지했던 팀 동료 해리 헤일먼의 멘토링 덕분으로 평가받았다. 1925년에 마누시가 슬럼프에 빠지자, 안타를 치는 재능이 있던 헤일먼은 "마누시를 데리고 다니며 몇 가지 비법을 가르쳐 주었다." 헤일먼의 가르침 후, 마누시는 좌익수와 중견수 사이의 2루수 위로 안타를 떨어뜨리는 재능을 개발했다.
1927년 마누시는 타이거스의 주전 중견수로 계속 뛰면서 146경기에 출전했지만, 그의 타율은 .378에서 .298로 80점 하락했다. 그러나 그는 여전히 18개의 3루타 (2위), 101개의 득점 (야구) (7위), 177개의 안타 (10위), 55개의 장타 (10위), 262개의 루타수 (10위)로 아메리칸 리그 선두권에 들었다. 그는 또한 .971의 수비율 (2위)과 356개의 풋아웃 (3위)으로 리그 선두권 중견수 중 한 명으로 평가받았다.

### 세인트루이스 브라운스
1927년 12월 13일, 타이거스는 마누시와 1루수 루 블루를 세인트루이스 브라운스로 트레이드하고 외야수 해리 라이스, 투수 엘럼 밴길더, 그리고 나중에 지명될 선수를 받았다. 이 트레이드는 즉시 세인트루이스에 유리한 불균형 트레이드로 비판받았고, 마누시가 브라운스에서 뛰어난 1928년 시즌을 보내면서 그 사실이 입증되었다.
마누시는 1928년 브라운스의 주전 좌익수로 154경기 모두 출전하여 .378의 타율을 기록했으며, 구스 고슬린이 .379로 마누시보다 1점 높은 타율을 기록하여 아쉽게도 두 번째 타격왕을 놓쳤다. 타격왕 경쟁은 18년 만에 가장 치열했으며, 고슬린보다 19경기 더 출전한 마누시는 241개의 안타로 리그를 이끌었고, 고슬린보다 68개 더 많았다. 마누시는 또한 1928년 아메리칸 리그에서 47개의 2루타로 1위를 차지했으며, 367개의 루타수 (베이브 루스에 이어 2위), 20개의 3루타 (2위), 6.8의 공격 승리 기여도 (루스와 루 게릭에 이어 3위), 80개의 장타 (루스와 게릭에 이어 3위), .575의 장타율 (4위), 108개의 타점 (4위)으로 리그 선두권에 들었다. 그는 브라운스가 1927년 59승 94패에서 1928년 82승 72패로 23승을 더 올리는 데 기여했다. 그는 또한 1928년 아메리칸 리그 최우수 선수상 투표에서 미키 코크런에 이어 2위를 차지했으며, 코크런이 53표를 얻은 반면 마누시는 51표를 얻었다.
마누시는 1929년에 또 다른 훌륭한 시즌을 보냈다. 브라운스에서 좌익수로 145경기에 출전했으며, 아메리칸 리그에서 세 번째로 높은 타율(.355)을 기록했다. 그는 다시 한번 AL MVP 투표에서 2위를 차지했으며, 루 폰세카에게 패했다. 그는 또한 리그에서 45개의 2루타로 3자 동점을 기록했으며, 204개의 안타로 리그 5위를 기록했다.
마누시는 1930년에 연봉이 대폭 인상되지 않으면 출전을 거부하며 파업을 벌였다. 그는 마침내 계약에 서명하고 1930년 3월 20일 구단에 복귀했다. 마누시는 브라운스의 주전 좌익수로 48경기에 출전하여 .328의 타율을 기록했다.

### 워싱턴 세너터스
1930년 6월 13일, 브라운스는 마누시와 투수 앨빈 크라우더를 워싱턴 세너터스로 트레이드하고, 좌익수 구스 고슬린을 받았다. 고슬린은 마누시가 1928년 타격왕을 다투었던 선수였다. 당시 트레이드 보도에 따르면 팀 구단주들은 파업을 벌였던 선수들을 내보내려 했으며, 마누시와 고슬린 모두 1930년 시즌 초반에 파업을 벌인 선수였다. 1930년 시즌 후반에 마누시는 워싱턴의 좌익수 자리에서 고슬린의 자리를 이어받아 그 포지션에서 86경기를 선발 출전하며 .362의 타율을 기록했다. 1931년 마누시는 좌익수로 146경기를 선발 출전하며 .307의 타율을 기록했다.
1932년, 마누시는 그의 경력 중 최고의 시즌 중 하나를 보냈다. 세너터스의 좌익수로 계속 뛰면서, 그는 .342의 타율을 기록했는데, 이는 아메리칸 리그에서 4번째로 높은 기록이었고, 지미 폭스와 루 게릭에 이어 아메리칸 리그 MVP 투표에서 3위를 차지했다. 그는 또한 214개의 안타 (2위), 121개의 득점 (3위), 324개의 루타수 (5위), 14개의 3루타 (5위), .520의 장타율 (6위), 116개의 타점 (6위)으로 리그 선두권에 들었다.
마누시는 1933년에 또 다른 강렬한 시즌을 보냈다. 좌익수로 150경기에 출전하여 아메리칸 리그에서 지미 폭스에 이어 두 번째로 높은 타율(.336)을 기록했다. 그는 221개의 안타와 17개의 3루타로 아메리칸 리그를 이끌었으며, 115개의 득점과 302개의 루타수로 리그 3위를 기록했다. 그는 또한 두 번의 긴 연속 안타 행진을 기록했는데, 먼저 26경기 연속 안타, 그리고 1933년에는 33경기 연속 안타를 기록했으며, 아메리칸 리그 MVP 투표에서 3위를 차지했다. 그는 1933년 워싱턴 세너터스가 99승 53패의 기록으로 아메리칸 리그 페넌트를 획득하는 데 기여했다.
세너터스는 1933년 월드 시리즈에서 뉴욕 자이언츠에게 1승 4패로 패했다. 마누시는 월드 시리즈에서 20타석 동안 단 2개의 안타와 2개의 볼넷, 그리고 2개의 득점만을 기록하여 타율은 .111에 불과했다. 4차전에서 마누시는 1루에서 아슬아슬한 플레이로 아웃을 선언한 심판 찰리 모란과 언쟁을 벌이다 퇴장당했다. 세너터스는 11회 연장전에서 경기를 패했고, 마누시의 퇴장은 패배 후 세너터스에 의해 맹렬히 비난받았다. 경기 후 야구 커미셔너 케네소 마운틴 랜디스는 마누시가 퇴장당해서는 안 되었으며, 다음 날 경기에 출전할 수 있도록 허용해야 한다고 판결했다. 마누시는 31년 후 그 날의 실제 행동을 고백했다. 그는 1루에서 던진 공을 쳐냈는데, 이미 2루에 구스 고슬린이 있었기 때문에 그 경기의 전환점이 될 수 있었다. 마누시는 그 판정에 너무 화가 나서 모란의 고무 나비넥타이를 잡아당겼다고 한다.
나는 모란에게 손을 대지 않았지만, 그 나비넥타이를 잡고 그의 목에서 2피트나 잡아당긴 다음 그의 목구멍으로 다시 튕겨나가게 했다. ... 그가 숨을 고르기도 전에 그의 엄지손가락이 올라갔고 나는 아웃됐다.
1934년 마누시는 137경기에 출전했으며, 이 중 129경기는 주전 좌익수로 나섰다. 그는 시즌을 뜨거운 기세로 시작하여 6월 25일까지 .411의 타율에 111개의 안타, 24개의 2루타, 10개의 3루타를 기록했다. 그는 7월 10일에 열린 두 번째 올스타전인 1934년 메이저 리그 베이스볼 올스타전에 출전하도록 선정되었다. 1회에 마누시는 칼 허벨에게 볼넷을 얻어내고 찰리 게링거와 함께 더블 스틸을 성공시켰다. 1934년 6월 9일부터 6월 20일까지, 마누시는 10경기에서 25개의 안타를 쳤다. 이는 마누시가 그의 경력에서 이 업적을 달성한 세 번째였으며, 이로 인해 그는 세 번 이 업적을 달성한 세 명의 선수 중 한 명이 되었다(나머지 두 선수는 타이 콥과 조니 데이먼이다).
마누시는 1934년 시즌 후반에 슬럼프에 빠져 6월 25일 이후 겨우 83개의 안타를 기록했지만, 1934년 시즌에도 .349의 타율 (3위), 11개의 3루타 (2위), 좌익수로서 292개의 풋아웃 (2위), 좌익수로서 .980의 수비율 (2위), 좌익수로서 경기당 2.28의 레인지 팩터 (2위)로 리그 선두권에 들었다.
1934년 시즌 후반에 마누시를 강타했던 슬럼프는 1935년 시즌 내내 계속되었다. 그의 타율은 1934년 평균보다 76점 낮은 .273으로 급락했으며, 그는 1925년 이후 어떤 시즌보다 적은 109경기만 선발 출전했다. 제한된 출전 시간에도 불구하고, 그는 1935년에 5개의 병살을 기록하여 아메리칸 리그 좌익수들을 이끌었다. 마누시는 8월 23일 .297의 타율을 기록했지만, 2안타-45타수 슬럼프에 빠졌고, 남은 시즌 동안 벤치에 앉게 되면서 사실상 워싱턴에서의 임기가 끝났다.

### 보스턴, 브루클린, 피츠버그
1935년 12월 17일, 세너터스는 마누시를 보스턴 레드삭스로 트레이드하고 로이 존슨과 칼 레이놀즈를 받았다. 트레이드 당시 일부는 팀 변경과 마누시의 최고 시즌 동안 세너터스를 이끌었던 조 크로닌 감독과의 재회가 마누시가 옛 기량을 되찾는 데 도움이 될 것이라는 희망을 표현했다. 그러나 슬럼프는 마누시를 보스턴까지 따라왔고, 그는 82경기(선발 72경기)에 출전하여 .291의 타율을 기록했다. 그는 1936년 9월 27일 레드삭스에서 완전히 방출되었다.
1936년 12월 9일, 마누시는 브루클린 다저스와 자유 계약 선수로 계약했다. 다저스는 젊은 외야수를 찾고 있었고, 브루클린 데일리 이글은 마누시의 계약 소식에 놀라움을 표하며 "다저스, 젊은 선수 찾다 36세 마누시 발견"이라는 헤드라인을 내걸었다. 다저스와의 스프링 캠프에서 마누시는 타격 슬럼프에서 벗어나 3월 말까지 플로리다 서킷에서 .571의 타율을 기록하며 선두를 달렸다. 그는 1937년 다저스의 주전 우익수가 되었고, 내셔널 리그 투수들을 처음 상대한 시즌에 .333의 타율을 기록하여 리그에서 9번째로 높은 타율을 기록했다.
마누시는 1938년 시즌을 다저스에서 시작했지만, 17경기에서 타율이 .238로 떨어지면서 타격 슬럼프가 다시 찾아왔다. 그는 1938년 5월 15일 다저스에서 방출되었다. 다저스에서 방출된 지 일주일 후, 마누시는 인터내셔널 리그의 토론토 메이플 리프스와 계약했다. 그는 토론토에서 81경기에 출전하여 277타석에서 .310의 타율을 기록했다.
1938년 8월 30일, 피츠버그 파이리츠는 시카고 컵스와의 페넌트 레이스 마지막 한 달 동안 "보험 외야수 겸 대타"로 토론토에서 마누시를 영입했다. 마누시는 1938년 파이리츠에서 15경기에 대타로 출전하여 13타석에서 .308의 타율을 기록했다. 마누시는 1939년에 파이리츠로 돌아왔지만, 12타석에서 안타 없이 드물게 출전했다. 그는 1939년 5월 22일 37세의 나이로 마지막 메이저 리그 경기에 출전했고, 1939년 6월 7일 파이리츠에서 방출되었다.

### 경력 통계
| Years | G    | AB   | R    | H    | 2B  | 3B  | HR  | TB   | RBI  | SB  | BB  | AVG  | OBP  | SLG  | OPS  | FLD% |
| ----- | ---- | ---- | ---- | ---- | --- | --- | --- | ---- | ---- | --- | --- | ---- | ---- | ---- | ---- | ---- |
| 17    | 2008 | 7654 | 1288 | 2524 | 491 | 160 | 110 | 3665 | 1183 | 113 | 506 | .330 | .377 | .479 | .856 | .979 |

자료:

### 마이너 리그 선수 및 감독
1939년 6월 12일, 마누시는 1938년 시즌 대부분을 함께 보낸 토론토 메이플 리프스와 계약했다. 그는 토론토에서 66경기에 출전하여 .241의 타율을 기록했다. 마누시는 다음 5년 동안 피드몬트 리그에서 선수 겸 감독으로 활동했다. 1940년에는 록키 마운트 레드삭스, 1941년과 1942년에는 그린즈버러 레드삭스, 1943년에는 로어노크 레드삭스에서 활동했다. 1944년에는 이스턴 리그 (1938–2020)의 스크랜턴 마이너스 감독을 맡았고, 1945년에는 캐롤라이나 리그의 마틴즈빌 에이스 감독이 되었다.
마누시는 1948년까지 보스턴 브레이브스의 스카우트로 활동했고, 그 후 1953년과 1954년 시즌 동안 세너터스의 코치로 활동했다. 1954년 10월, 척 드레센이 세너터스의 새 감독으로 고용되면서 그는 교체되었다. 그는 나중에 1961-62년에 확장 워싱턴 세너터스의 스카우트로 활동했다.

### 명예의 전당과 유산
메이저 리그 선수로 17시즌을 뛰면서 마누시는 2,008경기에 출전했으며, 이 중 1,381경기는 좌익수로, 312경기는 중견수로, 153경기는 우익수로 출전했다. 그는 .330의 타율에 2,524개의 안타, 1,288개의 득점, 1,183개의 타점을 기록했다. 그의 주요 경력 성과는 다음과 같다:
- 그의 통산 타율 .330은 메이저 리그 역사상 33위이다.[57] 1926년 그의 .378 타율은 그 해 메이저 리그 베이스볼에서 가장 높았으며, 베이브 루스보다 6점 높아 루스의 트리플 크라운을 저지했다.[58]
- 1928년 154경기 시즌에서 기록한 그의 241개 안타는 당시 메이저 리그 역사상 단일 시즌 5번째로 높은 기록이었다. 이는 여전히 단일 시즌 11번째로 높은 기록이다.[59]
- 좌익수로서 통산 2,855개의 풋아웃은 메이저 리그 역사상 21위이다.[60] 1928년 좌익수로서 기록한 그의 356개의 풋아웃은 당시 메이저 리그 역사상 단일 시즌 9번째로 높은 기록이었다.[61] 그는 또한 39년에 은퇴했을 때 좌익수 최고 수비율인 .980을 기록했다.
- 좌익수로서 통산 33개의 병살은 메이저 리그 역사상 25위이다.[62]

1964년 2월, 마누시는 베테랑 위원회에 의해 야구 명예의 전당에 헌액되었다. 이 소식을 들은 새러소타에 있는 마누시는 기자들에게 "선정되었다는 소식에 정말 충격을 받았다... 기분이 정말 좋다... 이런 일이 나에게 일어날 거라고는 전혀 생각하지 못했다."라고 말했다.
1942년 영화 유쾌한 아가씨는 에드먼드 오브라이언이 자신이 타고 있는 기차 소리에 맞춰 "하이니 마누시, 하이니 마누시"를 반복하는 코믹한 장면으로 시작된다. 어느 시점에 포터가 "하이니 마누시가 누구죠?"라고 묻자, 오브라이언은 "위대한 야구 선수입니다"라고 대답한다. 식당 칸에서도 오브라이언은 주문을 하면서도 계속 "필레 미뇽은 나를 위한 것, 필레 미뇽은 나를 위한 것, 하이니 마누시, 하이니 마누시, 하이니 마누시, 하이니 마누시, 필레 미뇽, 미디엄 레어, 하이니 마누시, 하이니 마누시"라고 말했다. 이 문구의 반복적이고 의성어적인 특성이 기차 소리와 너무 잘 어울려 다른 승객들도 따라하기 시작했고, 이는 차장을 괴롭혔다.
마누시는 1964년 미시간 스포츠 명예의 전당에 헌액되었고, 이후 1972년 사후에 앨라배마 스포츠 명예의 전당에 헌액되었다.

## 가족과 말년
마누시는 결혼하여 아내 베티와 세 딸을 두었는데, 셜리는 1987년 58세로 사망했고, 릴리스는 같은 해 56세로 사망했으며, 수 맥코는 플로리다에 살다가 2009년 76세가 되었고 2010년 77세로 사망했다. 그들은 1935년부터 새러소타에 살았다. 그의 아내는 1949년 6월 디트로이트의 하퍼 병원에서 수술을 받은 후 46세의 나이로 사망했다.
마누시는 1935년에 골프를 시작하여 새러소타에서 여러 도시 골프 선수권 대회에서 우승했다.
마누시는 인후암과의 오랜 싸움 끝에 1971년 3월 11일 새러소타 요양원에 입원했고, 그곳에서 1971년 5월 12일 사망했다. 그는 새러소타 기념 공원에서 아내 베티 옆에 안장되었다.

## 같이 보기
- 메이저 리그 베이스볼 통산 안타 리더 목록
- 메이저 리그 베이스볼 통산 2루타 리더 목록
- 메이저 리그 베이스볼 통산 3루타 리더 목록
- 메이저 리그 베이스볼 통산 득점 리더 목록
- 메이저 리그 베이스볼 통산 타점 리더 목록
- 메이저 리그 베이스볼 타격왕 목록
- 메이저 리그 베이스볼 연간 2루타 리더 목록
- 메이저 리그 베이스볼 연간 3루타 리더 목록
- 메이저 리그 베이스볼 3루타 기록
- 메이저 리그 베이스볼 통산 좌익수 풋아웃 리더 목록